# Hu Qianwen
Hu Qianwen (chiń. 胡乾文) – chiński dyplomata.
Ambasador Chińskiej Republiki Ludowej w Ludowej Republice Bangladeszu. Pełnił tę funkcję w okresie od lipca 2000 do października 2003 roku. Następnie ambasador w Królestwie Kambodży od stycznia 2004 do grudnia 2005 roku. Później był ambasadorem w Socjalistycznej Republice Wietnamu w okresie od marca 2006 do listopada 2008.